# Championnats d'Europe d'haltérophilie 1909 (Malmö)
Navigation
Édition précédente Édition suivante
Les premiers championnats d'Europe d'haltérophilie 1909, douzième édition des championnats d'Europe d'haltérophilie, ont eu lieu en 1909 à Malmö, en Suède.